# Senecio manguensis
Senecio manguensis là một loài thực vật có hoa trong họ Cúc. Loài này được Cabrera & Zardini miêu tả khoa học đầu tiên năm 1979.